# District d'Etrek
Le district d'Etrek est un district du Turkménistan situé dans la province de Balkan. 
Il a une superficie de 13 850 km2 et une population estimée à 54 000 habitants en 2000.
Sa capitale est Gyzyletrek (en). L'ancien nom du district était le district de Gyzyletrek.